# Талаюела
Талаюела (ісп. Talayuela) — муніципалітет в Іспанії, у складі автономної спільноти Естремадура, у провінції Касерес. Населення — 9250 осіб (2010).
Муніципалітет розташований на відстані близько 170 км на захід від Мадрида, 85 км на північний схід від Касереса.
На території муніципалітету розташовані такі населені пункти: (дані про населення за 2010 рік)
- Ла-Баркілья: 343 особи
- Баркілья-де-Пінарес: 347 осіб
- Ель-Сентенільйо: 27 осіб
- Пуеблонуево-де-Мірамонтес: 855 осіб
- Санта-Марія-де-лас-Ломас: 467 осіб
- Талаюела: 6173 особи
- Тьєтар: 941 особа
- Паланкосо: 97 осіб

## Демографія
Динаміка населення (INE ):